# Вибухозахист у гірничій промисловості

Вибухозахист (рос. взрывозащита, англ. explosion protection, нім. Explosionsschutz) — комплекс заходів забезпечення нормальної експлуатації технологічного обладнання в місцях, небезпечних за вибухом газу або пилу (гірничі виробки шахт, збагачувальні фабрики тощо). 

## Технологія
Забезпечується технічно та організаційно. Особливе значення у В. має вибухозахищене електроустаткування, виконання правил безпеки ведення робіт, осланцювання гірничих виробок, контроль шахтної (рудникової) атмосфери тощо.

## Законодавче визначення в Україні
Процеси вибухозахисту в Україні чітко визначаються «Гірничим Законом України».